# Harry Tincknell
Harry Tincknell (ur. 29 października 1991 w Exeter) – brytyjski kierowca wyścigowy.

## Kariera

### Formuła Renault
Tincknell rozpoczął karierę w jednomiejscowych bolidach wyścigowych w wieku 17 lat w 2008 roku poprzez starty w edycjach zimowych Brytyjskiej i Portugalskiej Formuły Renault. W obu tych seriach zdobywał punkty które pozwoliły mu na uplasowanie się odpowiednio na siódmej i trzynastej pozycji w klasyfikacji generalnej.
Rok później w edycji zimowej Brytyjskiej Formuły Renault Brytyjczyk nie miał już sobie równych. W czterech wyścigach zawsze stawał na podium, a dwa spośród nich wygrał. W tym samym sezonie pojawił się także na starcie głównej serii Brytyjskiej Formuły Renault. Tam czterokrotnie stawał na podium, ale żadnego wyścigu nie wygrał. Z dorobkiem 323 punktów ukończył sezon na 5 lokacie w klasyfikacji kierowców. Poza tym starty w dwóch wyścigach Północnoeuropejskiego Pucharu Formuły Renault 2.0 dały mu ostatecznie 33. miejsce.
W 2010 roku Tincknell kontynuował starty w Brytyjskiej Formuły Renault. W bolidzie CRS Racing pojawił się na starcie 20 wyścigów. Mimo dwóch zwycięstw i siedmiu podium, Brytyjczyk nie zdołał poprawić swojej pozycji z poprzedniego sezonu. Uzbierane 375 punktów dało mu powtórkę piątej lokaty w klasyfikacji generalnej.

### Formuła 3
W sezonie 2011 Harry przeniósł się do Formuły 3, gdzie wystartował w brytyjskiej edycji. Tu jedno zwycięstwo i cztery podia dały mu 11 lokatę w klasyfikacji końcowej. Rok później również w Brytyjskiej Formule 3 Brytyjczyk zwyciężał już czterokrotnie, a na podium stawał aż dziewięciokrotnie. Tak dobra postawa dała mu jednak jedynie piątą pozycję.
W 2012 roku Brytyjczyk wystartował także gościnnie z zespołem Carlin w Europejskiej Formule 3 oraz w Formule 3 Euro Series. Rok później stał się już etatowym kierowcą Carlina w Mistrzostwach Europy Formuły 3. W ciągu 30 wyścigów, w których wystartował, raz zwyciężył i dwukrotnie stawał na podium. Z dorobkiem 227 punktów uplasował się na piątej pozycji w klasyfikacji generalnej.

## Statystyki
| Sezon     | Seria                                         | Zespół             | Wyścigi | Zwycięstwa | PP | NO | Podium | Punkty | Pozycja |
| --------- | --------------------------------------------- | ------------------ | ------- | ---------- | -- | -- | ------ | ------ | ------- |
| 2008      | Brytyjska Formuła Renault (edycja zimowa)     | CR Scuderia        | 4       | 0          | 0  | 0  | 0      | 56     | 7       |
| 2008      | Portugalska Formuła Renault (edycja zimowa)   | CR Scuderia        | 2       | 0          | 0  | 0  | 0      | 8      | 13      |
| 2009      | Brytyjska Formuła Renault                     | CRS Racing         | 19      | 0          | 1  | 2  | 4      | 323    | 5       |
| 2009      | Północnoeuropejski Puchar Formuły Renault 2.0 | CRS Racing         | 2       | 0          | 0  | 0  | 0      | 8      | 33      |
| 2009      | Brytyjska Formuła Renault (edycja zimowa)     | CRS Racing         | 4       | 2          | 4  | 1  | 4      | 119    | 1       |
| 2010      | Brytyjska Formuła Renault                     | CRS Racing         | 20      | 2          | 2  | 1  | 7      | 375    | 5       |
| 2011      | Brytyjska Formuła 3                           | Fortec Motorsport  | 30      | 1          | 0  | 0  | 4      | 78     | 11      |
| 2012      | Brytyjska Formuła 3                           | Carlin             | 28      | 4          | 0  | 1  | 9      | 226    | 5       |
| 2012      | Europejska Formuła 3                          | Carlin             | 8       | 0          | 0  | 0  | 0      | 0      | NS†     |
| 2012      | Formuła 3 Euro Series                         | Carlin             | 3       | 0          | 0  | 0  | 0      | 0      | NS†     |
| 2012      | Grand Prix Makau                              | Fortec Motorsports | 1       | 0          | 0  | 0  | 0      | N/A    | 9       |
| 2013      | Masters of Formula 3                          | Carlin             | 1       | 0          | 0  | 0  | 0      | N/A    | 4       |
| 2013      | Europejska Formuła 3                          | Carlin             | 30      | 1          | 2  | 0  | 2      | 227    | 5       |
| 2013      | Grand Prix Makau                              | Carlin             | 1       | 0          | 0  | 0  | 0      | N/A    | 14      |
| 2013/2014 | MRF Challenge - Formula 2000                  |                    | 13      | 0          | 0  | 0  | 3      | 55     | 6       |
| 2014      | 24h Le Mans – LMP2                            | Jota Sport         | 1       | 0          | 0  | 0  | 0      | N/A    | 1       |
| 2014      | European Le Mans Series – LMP2                | Jota Sport         | 5       | 1          | 3  | 0  | 3      | 74     | 2       |

† – Tincknell nie był zaliczany do klasyfikacji.